# 한선화
한선화(1990년 10월 6일~)는 대한민국의 가수, 배우이다. 2009년 걸그룹 시크릿의 멤버로서 연예계 데뷔 했으며 2021년 팀 해체까지 가수로 활동한 이후 배우로 전향했다.

## 학력
- 신금초등학교 졸업
- 금명중학교 졸업
- 부산문화여자고등학교 졸업
- 백제예술대학 뮤지컬학과 휴학 중

## 출연 작품

### 시트콤ㆍ드라마
- 2010년 MBC EVERY1 리얼 버라이어티 《가족이 필요해 시즌4》
- 2010년 MBC 일일시트콤 《볼수록 애교만점》 카메오 출연
- 2010년 MBC 일일시트콤 《몽땅 내사랑》 카메오 출연
- 2013년 KBS2 월화드라마 《광고천재 이태백》 - 이소란 역
- 2014년 SBS 월화드라마 《신의 선물 - 14일》 - 제니 역
- 2014년 tvN 금토드라마 《연애 말고 결혼》 - 강세아 역
- 2014년 MBC 주말드라마 《장미빛 연인들》 - 백장미 역
- 2017년 MBC 특집드라마 《빙구》 - 장하다 / 한영실 역
- 2017년 MBC 수목드라마 《자체발광 오피스》 - 하지나 역
- 2017년 KBS2 월화드라마 《학교 2017》 - 한수지 역
- 2017년 MBC 월화드라마 《20세기 소년소녀》 - 정다영 역 (특별출연)
- 2018년 MBC 주말특별기획 《데릴남편 오작두》 - 장은조 역
- 2018년 MBC 월화드라마 《위대한 유혹자》 - 지영 역
- 2018년 tvN 단막극 《드라마 스테이지 - 굿-바이 내 인생보험》 - 윤 역
- 2019년 OCN 수목드라마 《구해줘 2》 - 고마담 역
- 2020년 SBS 금토드라마 《편의점 샛별이》 - 유연주 역
- 2021년 JTBC 금토드라마 《언더커버》 - 최연수 역 (김현주 젊은시절)
- 2021년 TVN 수목드라마 《술꾼도시여자들》 - 한지연 역
- 2022년 SBS 금토드라마 《왜 오수재인가》 - 강은서 역
- 2022년 TVN 단막극 《O'PENing - 첫 눈길》 - 서진아 역
- 2024년 JTBC 수목드라마 《놀아주는 여자》 - 고은하 역
- 2025년 TVN 월화드라마 《이혼 보험》 - 구미래 역 (특별출연)

### 영화
- 2021년 영화 《영화의 거리》 ... 선화 역
- 2021년 영화 《강릉》 ... 한보람 역
- 2022년 영화 《창밖은 겨울》 ... 양영애 역
- 2023년 영화 《달짝지근해: 7510》 ... 은숙 역
- 2023년 영화 《교토에서 온 편지》 ... 혜영 역
- 2024년 영화 《파일럿》 ... 한정미 역
- 2025년 영화 《교생실습》
- 2025년 영화 《퍼스트 라이드》

### 예능
- Mnet 《시크릿 스토리》
- KBS2 《청춘불패》
- KBS2 《위기탈출 넘버원》특별 MC
- KBS2 《대국민 토크쇼 안녕하세요》
- MBC 《청춘 버라이어티 꽃다발》
- MBC 《우리 결혼했어요》
- MBC 《진짜 사나이》 일일 나레이터
- MBC 《미스터리 음악쇼 복면가왕》 가! 가란 말이야! 레이디 가가! (참가자)
- SBS 《런닝맨》 - 게스트 (431회, 2018 12월 23일; 432회, 2018 12월 30일; 507회, 2020 6월 14일 방송분 출연)
- TVN 《산꾼도시여자들》

## 잡지화보
여성 패션/뷰티잡지 '쎄씨(Ceci)' 2010년 4월호 디올 어딕트 울트라 글로스 뷰티 화보(전효성, 정하나, 송지은과 함께)
1stlook 2020년 친동생 한승우와 함께 동반 화보

## 데뷔
- 2006년 SBS [슈퍼스타 서바이벌]

## 음반 활동

### 참여 음반
- 영재, 한선화 - 다 예뻐

피쳐링
- 전효성, 언터쳐블 - 'My Boo' (feat. 한선화)
- 한선화 - The Night With You (술꾼도시여자들 OST)

## 광고
| 연도 | 브랜드          | 제품           | 종류                       | 비고                   |
| ---- | --------------- | -------------- | -------------------------- | ---------------------- |
| 2022 | 브레이브 모바일 | 숨고 (Soom go) | 생활솔루션 재능마켓 플랫폼 | 성동일, 라미란, 이동휘 |
| 2022 | 오뚜기          | 진비빔면       | 라면                       | 정은지, 이선빈         |

## 수상 및 후보
| 연도 | 시상식                          | 부문                                | 작품                  | 결과 | 출처 |
| ---- | ------------------------------- | ----------------------------------- | --------------------- | ---- | ---- |
| 2012 | MBC 방송연예대상                | 쇼·버라이어티부문 여자 신인상       | 우리 결혼했어요 시즌4 | 후보 |      |
| 2014 | MBC 연기대상                    | 여자 신인연기상                     | 장미빛 연인들         | 수상 |      |
| 2014 | SBS 연기대상                    | 뉴스타상                            | 신의 선물 - 14일      | 수상 |      |
| 2015 | 제51회 백상예술대상             | TV부문 여자 신인연기상              | 장미빛 연인들         | 후보 |      |
| 2017 | MBC 연기대상                    | 미니시리즈부문 여자 우수연기상      | 자체발광 오피스       | 수상 |      |
| 2018 | MBC 연기대상                    | 주말특별기획 부문 여자 우수연기상   | 데릴남편 오작두       | 후보 |      |
| 2020 | SBS 연기대상                    | 판타지·로맨스 부문 여자 우수 연기상 | 편의점 샛별이         | 후보 |      |
| 2022 | 제8회 에이판 스타 어워즈        | OTT부문 여자 우수연기상             | 술꾼도시여자들        | 수상 |      |
| 2023 | 제44회 청룡영화상               | 여우조연상                          | 달짝지근해: 7510      | 후보 |      |
| 2024 | 제45회 청룡영화상               | 여우조연상                          | 파일럿                | 후보 |      |
| 2025 | 2025 대한민국 퍼스트브랜드 대상 | 여자배우(영화)                      | 파일럿                | 후보 |      |
| 2025 | 제23회 디렉터스 컷 시상식       | 올해의 새로운 여자배우상            | 파일럿                | 후보 |      |
| 2025 | 제61회 백상예술대상             | 영화부문 여자 조연상                | 파일럿                | 후보 |      |
| 2025 | 제29회 부천국제판타스틱영화제   | 코리안 판타스틱 배우상              | 교생실습              | 수상 |      |